# كفرحبو
كفرحبو هي قرية لبنانية من قرى قضاء الضنية في محافظة الشمال.